# 江府インターチェンジ
江府インターチェンジ（こうふインターチェンジ）は、鳥取県日野郡江府町佐川の米子自動車道のインターチェンジ。日野町の最寄りインターチェンジである。将来は江府三次道路と接続する予定。

## 歴史
- 1989年（平成元年）12月14日 : 江府IC - 米子IC間の開通により供用開始。
- 1992年（平成4年）12月18日 : 落合JCT - 江府IC間の開通。
- 2018年（平成30年）3月23日 : 国土交通省の社会実験事業として、高速道路一時退出実験の試行開始[1]（ETC2.0搭載車に限定して、当ICで流出し、隣接する道の駅奥大山に立ち寄り後、1時間以内に当ICから再流入して順方向に利用の場合、目的地まで高速道路を降りずに利用した場合と同じ料金に調整される。）。
- 2020年（令和2年）3月27日 : 高速道路一時退出実験の退出可能時間がそれまでの1時間以内から3時間以内に引き上げられる[2]。
- 2022年（令和4年）7月1日 : 高速道路一時退出実験の退出可能時間がそれまでの3時間以内から2時間以内に変更[3]。
- 2025年（令和7年）2月20日 : 料金所がETC専用になる[4]。

## 道路
- E73 米子自動車道（4番）

## 接続する道路
- 国道181号
- 国道183号（国道181号と重複）
- 国道482号（国道181号と重複）

## 料金所
ブース数 : 4

### 入口
- ブース数 : 2
  - ETC専用 : 1
  - サポート : 1

### 出口
- ブース数 : 2
  - ETC専用 : 1
  - サポート : 1

## 江府バスストップ
料金所外・国道181号沿いの交差点そばに高速バス用のバス停留所が設けられている。停車するバスはいったん料金所を出てバス停に停車して客扱いを行い、国道181号に出て交差点から再度インターチェンジ向かう形になる。
バス事業者は江府インター（こうふインター）という呼称を使用している。
日本交通 (鳥取県)が関係する、米子を発着する一部の路線・便が停車する。下りは降車専用・上りは乗車専用となっており米子方面との直接の行き来は出来ない。

### 停車する路線

#### 高速バス
| のりば   | 方面         | 愛称         | 会社名                               | 行先                                              | 備考           |
| -------- | ------------ | ------------ | ------------------------------------ | ------------------------------------------------- | -------------- |
| 料金所外 | 米子道上り線 | 山陰特急バス | 日本交通 (鳥取県)・日本交通 (大阪府) | 大阪（なんば (OCAT)・弁天町）                     | 一部便のみ停車 |
| 料金所外 | 米子道上り線 | 山陰特急バス | 日本交通 (鳥取県)・日本交通 (大阪府) | 神戸（三宮バスターミナル）・大阪（なんば (OCAT)） | 夜行便         |
| 料金所外 | 米子道上り線 | 山陰特急バス | 日本交通 (鳥取県)・日本交通 (神戸市) | 神戸（三宮バスターミナル）                        | 一部便のみ停車 |
| 料金所外 | 米子道下り線 | 降車専用     | 降車専用                             | 降車専用                                          | 降車専用       |

なお、「キャメル号」（東京 - 米子、日本交通 (鳥取県)・日ノ丸自動車・京浜急行バス）は上記のバス停ではなく、道の駅奥大山前にある江府インターバス停に停車する。

### バス停へのアクセス
- 江府町営バス・日ノ丸バス 江府インターバス停（国道181号・国道183号・国道482号 道の駅奥大山前）

## 周辺
- 日野川
- 道の駅奥大山
- 江尾駅（JR伯備線）

## 隣
E73 米子自動車道
(3) 蒜山IC - (4) 江府IC/BS - (5) 溝口IC/BS